# Oxythyrea abigail
Oxythyrea abigail – gatunek chrząszcza z rodziny poświętnikowatych i podrodziny kruszczycowatych. Zamieszkuje Azję Zachodnią i wschodnią Afrykę Północną.

## Taksonomia
Gatunek ten opisali po raz pierwszy w 1856 roku Louis Jérôme Reiche i Félicien Henry Caignart de Saulcy.

## Morfologia
Chrząszcz o owalnym w zarysie ciele, ubarwionym czarno z białym nakrapianiem. Na przedpleczu typowo występują na środku dwa podłużne szeregi białych plamek liczące po trzy sztuki. Odnóża tylnej pary mają golenie o zewnętrznej krawędzi wyciągniętej w dwa ząbki. Odwłok ma pośrodku pierwszego, drugiego, a zazwyczaj też trzeciego sternitu białą plamkę.
Pędrak trzeciego stadium osiąga od 15 do 21 mm długości ciała. Półkolista, grzbietowo wypukła głowa ma barwę jasnobrązową i delikatną mikrorzeźbę. Nadgębie ma tęgie, stożkowate szczecinki na zygum, od sześciu do ośmiu szablastych szczecinek na akantopariach, a chetoparia mają od 60 do 90 szczecinek po stronie prawej i od 61 do 68 po stronie lewej. Żuwaczki są niesymetryczne; lewa ma wierzchołkowy z ząbków tnących szeroki. Pole strydulacyjne żuwaczki zawiera od 9 do 13 poprzecznych listewek, w części wierzchołkowej o połowę węższych niż w części bliższej. Języczek ma na części bliższej szereg od 6 do 8 tęgich szczecinek lancetowatych i do czterech wyrostków zmysłowych dzwonkowatych. Odnóża mają długie, cienkie szczecinki włosowate. Odwłok ma wierzch ostatniego segmentu gęsto porośnięty krótkimi szczecinkami, brak tam wieńca szczecinek dłuższych lub łysego placu. Raster ma od 25 do 35 pali rozmieszczonych w dwóch prawie łukowatych szeregach oraz eliptyczną, ponad trzykrotnie dłuższą niż szeroką septulę.

## Ekologia i występowanie
Owad psammofilny, zamieszkujący otwarte stanowiska o piaszczystym podłożu, zwłaszcza wydmy nadmorskie. Szczyt pojawu osobników dorosłych ma zwykle miejsce od lutego do maja. Aktywne są za dnia. Żerują na rozmaitych kwiatach z rodziny astrowatych i kapustowatych, najchętniej na Centaurea aegialophila i rukwieli nadmorskiej. Często współwystępują na kwiatach z kosmatkiem pospolitym i O. noemi. Podziemne larwy bytują w piaszczystym podłożu, żerując na korzeniach roślin, ściółce i zagrzebanym martwym drewnie.
Gatunek palearktyczny, wschodniośródziemnomorski, znany z Cypru, Syrii, Jordanii, Libanu, Izraela i Egiptu.